# Ибеабучи, Айк
Айк Ибеабучи (англ. Ike Ibeabuchi; род. 2 февраля 1973, Исуочи, Абия, Нигерия) — нигерийский боксёр-профессионал, выступавший в тяжёлой весовой категории. Чемпион по версии WBC International (1997).

## Любительская карьера
Первоначально Айк не планировал становиться боксёром, а хотел пойти на службу в вооружённые силы Нигерии. Но в 1990 году он увидел бой Майка Тайсона и Джеймса Дагласа, который произвёл на него сильное впечатление и подтолкнул к занятиям любительским боксом. В качестве любителя Айк дважды побеждал своего соотечественника Дункана Докивари, будущего бронзового призёра Олимпийских игр 1996 года. В 1993 году Айк вместе с матерью переехал в США, в город Даллас. В 1994 году завоевал титул Золотые перчатки в Далласе, а затем в Техасе. В том же году перешёл в профессионалы.

## Профессиональная карьера
Несмотря на нигерийское гражданство, все свои поединки Ибеабучи провёл в США.

#### 1994—1997
13 октября 1994 года дебютировал на профессиональным ринге, победив нокаутом во втором раунде мексиканского дебютанта Исмаэля Гарсию.
Затем одержал ещё четыре победы. В 1995 году встретился с небитыми американцами Терри Портером (4-0) и Грегом Пикромом (4-0-1), победив обоих в третьем раунде.
После серии из семи побед над довольно слабой непримечательной оппозицией, 6 марта 1997 года провёл бой с известным джорнименом Марионом Уилсоном. Несмотря на большое число поражений, Уилсон ни разу не проигрывал досрочно. Хотя Айк также не смог его нокаутировать, он уверенно победил по очкам в 10-и раундовом поединке.

#### Бой с Дэвидом Туа
- Место проведения:  Эмеральд Куин Казино, Такома, Вашингтон, США
- Результат: Победа Ибеабучи единогласным решением судей в 12-раундовом бою
- Статус: Рейтинговый бой
- Рефери: Лу Филиппо
- Счет судей: Руди Джордан (115—114), Хэнк Элеспуру (116—113), Дик Янг (117—115)
- Вес: Ибеабучи 106,59 кг; Туа 102,50 кг
- Трансляция: HBO
- Счёт неофициального судьи: Харольд Ледерман (115—113 Туа)

В 1997 году состоялся бой двух небитых и очень сильных нокаутёров Айка Ибеабучи и Дэвида Туа. Айк Ибеабучи в отличие от большинства противников Дэвида Туа не стал бегать и принял бой. Это был чистый и плотный поединок с большим количеством ударов и небесспорным итоговым результатом. Все 3 судьи поставили оценки в пользу Ибеабучи. Неофициальный судья телеканала HBO Харольд Ледерман посчитал, что победил Туа.

#### Промежуточные поединки
9 июля 1998 года провел бой против малоизвестного американца Тима Рэя, которого сначала отправил в нокдаун, а затем нокаутировал в конце первой трёхминутки.
4 сентября 1998 года вышел на ринг с ямайцем Эвертоном Дэвисом, имевшим в послужном списке 13 побед при 10 поражениях и одной ничьей. Несмотря на слабые показатели, Дэвис ранее встречался с Дэвидом Туа и сумел пройти с ним всю дистанцию боя. Ибеабучи отправил своего соперника в нокдаун в первом раунде, но нокаутировал только в девятом, когда после двух нокдаунов Дэвиса рефери остановил поединок.

#### Бой с Крисом Бёрдом
- Место проведения:  Арко Арена, Сакраменто, Калифорния, США
- Результат: Победа Ибеабучи техническим нокаутом в 5-м раунде 10-раундовом бою
- Статус: Рейтинговый бой
- Рефери: Рон Рол
- Счёт судей: Барри Драксман (39-37 Бёрд), Глен Хамада (39-37 Ибеабучи), Джо Макалусо (38-38)
- Время: 2:59
- Вес: Бёрд 94,69 кг; Ибеабучи 111,00 кг;
- Трансляция: HBO

В 1999 Айк Ибеабучи вышел на ринг против небитого технаря Криса Бёрда. Поначалу поединок складывался равно. Бёрд бегал, а Ибеабучи пытался его догнать. В 5 раунде Крис Бёрд застоялся у канатов и пропустил сильнейший левый апперкот. У него опустились руки, и в этот момент Ибеабучи добавил правый кросс. Это был тяжёлый нокдаун. У Бёрда пошла слюна. Тем не менее он поднялся. До конца раунда оставалось меньше минуты. Ибеабучи сразу пошёл в атаку. Бёрд поскользнулся и рефери ошибочно отсчитал 2-й нокдаун. Айк Ибеабучи прижал его у канатов и обрушил град ударов, большая часть прошла либо по защите, либо мимо. Тем не менее за 1 секунду до конца раунда рефери принял решение остановить бой.

## Тюремное заключение
Позже Айк Ибеабучи был обвинён в изнасиловании и нанесении телесных повреждений, помещён на принудительное психиатрическое лечение и впоследствии осуждён. Ибеабучи четырежды было отказано в условно-досрочном освобождении.
В феврале 2014 года средства массовой информации сообщили, что Ибеабучи вышел из тюрьмы, но позже стало известно, что эта информация является ложной. Ибеабучи не был освобождён, а всего лишь был переведён в тюрьму округа Уошу, штат Невада. В сентябре 2014 года, решение по его освобождению не принято, и Айк остался в тюрьме В декабре 2015 Ибеабучи вышел на свободу. Он заявил о своём намерении продолжить карьеру.

## Статистика профессиональных боёв
В таблице перечислены результаты всех поединков боксёров.
В каждой строке указан результат поединка. Дополнительно номер поединка обозначен цветом, который обозначает итог поединка. Расшифровка обозначений и цветов представлена в нижеследующей таблице.
| Пример | Расшифровка                     |
| ------ | ------------------------------- |
|        | Победа                          |
|        | Ничья                           |
|        | Поражение                       |
|        | Планируемый поединок            |
|        | Поединок признан несостоявшимся |
| КО     | Нокаут                          |
| ТКО    | Технический нокаут              |
| PTS    | Решение судей (по очкам)        |
| UD     | Единогласное решение судей      |
| MD     | Решение большинства судей       |
| SD     | Раздельное решение судей        |
| RTD    | Отказ от продолжения боя        |
| DQ     | Дисквалификация                 |
| NC     | Поединок признан несостоявшимся |

| 20 поединков, 20 побед (15 нокаутом) | 20 поединков, 20 побед (15 нокаутом) | 20 поединков, 20 побед (15 нокаутом) | 20 поединков, 20 побед (15 нокаутом) | 20 поединков, 20 побед (15 нокаутом)                   | 20 поединков, 20 побед (15 нокаутом) | 20 поединков, 20 побед (15 нокаутом)                                              | 20 поединков, 20 побед (15 нокаутом) |
| Бой                                  | Рекорд                               | Дата боя                             | Соперник                             | Место проведения боя                                   | Раундов, время                       | Дополнительно                                                                     |                                      |
| ------------------------------------ | ------------------------------------ | ------------------------------------ | ------------------------------------ | ------------------------------------------------------ | ------------------------------------ | --------------------------------------------------------------------------------- | ------------------------------------ |
| 20                                   | 20-0                                 | 20 марта 1999 года                   | Крис Бёрд (26-0)                     | Emerald Queen Casino, Такома, Вашингтон, США           | TKO 5 (10), 2:59                     | Бёрд дважды в нокдауне в 5-м раунде.                                              |                                      |
| 19                                   | 19-0                                 | 4 сентября 1998 года                 | Эвертон Дэвис (13-10-1)              | Trump Taj Mahal, Атлантик-Сити, Нью-Джерси, США        | TKO 9 (10), 2:34                     | Дэвис в нокдауне в 1-м и дважды в 9-м раунде.                                     |                                      |
| 18                                   | 18-0                                 | 9 июля 1998 года                     | Тим Рэй (10-9-2)                     | Grand Casino Avoyelles, Марксвилл, Луизиана, США       | TKO 1 (8), 2:33                      | Рэй в нокдауне в 1-м раунде.                                                      |                                      |
| 17                                   | 17-0                                 | 7 июня 1997 года                     | Дэвид Туа (27-0)                     | Слип-трейн-арена, Сакраменто, Калифорния, США          | UD (12)                              | Завоевал титул WBC International в тяжёлом весе. Счёт: 115-114, 116-113, 117-111. |                                      |
| 16                                   | 16-0                                 | 8 мая 1997 года                      | Маркос Гонсалес (17-9-1)             | Hilton Anatole, Даллас, Техас, США                     | KO 4 (8), 0:25                       |                                                                                   |                                      |
| 15                                   | 15-0                                 | 6 марта 1997 года                    | Марион Уилсон (9-20-3)               | Asbury Park Convention Hall, Нью-Джерси, США           | UD (10)                              | Счёт: 98-91, 100-89, 96-93                                                        |                                      |
| 14                                   | 14-0                                 | 9 января 1997 года                   | Кэлвин Джонс (20-14)                 | Beverly Wilshire Hotel, Беверли-Хиллз, Калифорния, США | TKO 2 (10), 2:39                     |                                                                                   |                                      |
| 13                                   | 13-0                                 | 5 декабря 1996 года                  | Родни Блаунт (2-3-2)                 | Brady Theater, Талса, Оклахома, США                    | KO 3                                 |                                                                                   |                                      |
| 12                                   | 12-0                                 | 8 ноября 1996 года                   | Энтони Уэйд (22-4)                   | Arizona Charlie's Decatur, Лас-Вегас, Невада, США      | PTS (8)                              |                                                                                   |                                      |
| 11                                   | 11-0                                 | 8 августа 1996 года                  | Герман Дельгадо (11-5-1)             | Лейк-Чарльз, Луизиана , США                            | TKO 4 (8), 2:59                      |                                                                                   |                                      |
| 10                                   | 10-0                                 | 24 мая 1996 года                     | Майк Экли (11-11-1)                  | Даллас, Техас, США                                     | TKO 1 (8), 1:12                      |                                                                                   |                                      |
| 9                                    | 9-0                                  | 11 апреля 1996 года                  | Гари Батлер (13-12)                  | Даллас, Техас, США                                     | KO 1 (8), 0:53                       |                                                                                   |                                      |
| 8                                    | 8-0                                  | 2 ноября 1995 года                   | Кэлвин Лампкин (1-1)                 | Music Hall, Остин, Техас, США                          | KO 2                                 |                                                                                   |                                      |
| 7                                    | 7-0                                  | 9 сентября 1995 года                 | Грег Пикром (4-0-1)                  | Will Rogers Coliseum, Форт-Уэрт, Техас, США            | TKO 3 (6), 2:59                      |                                                                                   |                                      |
| 6                                    | 6-0                                  | 25 августа 1995 года                 | Терри Портер (4-0)                   | Music Hall, Остин, Техас, США                          | RTD 3                                |                                                                                   |                                      |
| 5                                    | 5-0                                  | 20 июня 1995 года                    | Мартин Лопес (4-7)                   | Will Rogers Coliseum, Форт-Уэрт, Техас, США            | KO 1 (6)                             |                                                                                   |                                      |
| 4                                    | 4-0                                  | 10 марта 1995 года                   | Кит Уолтон (0-1)                     | Форт-Уэрт, Техас, США                                  | UD (6)                               |                                                                                   |                                      |
| 3                                    | 3-0                                  | 26 января 1995 года                  | Рон Макгоуэн (3-10)                  | Expo Hall, Шривпорт, Луизиана, США                     | TKO 3 (6)                            |                                                                                   |                                      |
| 2                                    | 2-0                                  | 2 декабря 1994 года                  | Кэлвин Лампкин (1-0)                 | Форт-Уэрт, Техас, США                                  | UD (4)                               |                                                                                   |                                      |
| 1                                    | 1-0                                  | 13 октября 1994 года                 | Исмаэль Гарсия (дебют)               | Expo Hall, Шривпорт, Луизиана, США                     | KO 2 (4)                             | Профессиональный дебют.                                                           |                                      |